# Elezioni generali in Namibia del 2009
Le elezioni generali in Namibia del 2009 si tennero il 27 novembre per l'elezione della Presidenza e dei membri del Parlamento.

## Risultati

### Elezioni presidenziali
| Candidati           | Partiti                                             | Voti    | %     |
| ------------------- | --------------------------------------------------- | ------- | ----- |
| Hifikepunye Pohamba | Organizzazione Popolare dell'Africa del Sud-Ovest   | 611 241 | 76,42 |
| Hidipo Hamutenya    | Raggruppamento per la Democrazia e il Progresso     | 88 640  | 11,08 |
| Katuutire Kaura     | Alleanza Democratica di Turnhalle                   | 24 186  | 3,02  |
| Kuaima Riruako      | Organizzazione Democratica di Unità Nazionale       | 23 735  | 2,97  |
| Justus Garoëb       | Fronte Democratico Unito                            | 19 258  | 2,41  |
| Ignatius Shixwameni | Partito di Tutto il Popolo                          | 9 981   | 1,25  |
| Henry Mudge         | Partito Repubblicano                                | 9 425   | 1,18  |
| Benjamin Ulenga     | Congresso dei Democratici                           | 5 812   | 0,73  |
| Usutuaije Maamberua | Unione Nazionale dell'Africa del Sud-Ovest          | 2 968   | 0,37  |
| David Isaacs        | Partito Democratico di Namibia                      | 1 859   | 0,23  |
| Frans Goagoseb      | Movimento Democratico di Namibia per il Cambiamento | 1 760   | 0,22  |
| Attie Beukes        | Partito Comunista di Namibia                        | 1 005   | 0,13  |
| Totale              | Totale                                              | 799 870 | 100   |

### Elezioni parlamentari
| Liste                                                           | Voti    | %     | Seggi |
| --------------------------------------------------------------- | ------- | ----- | ----- |
| Organizzazione Popolare dell'Africa del Sud-Ovest (SWAPO)       | 602 580 | 75,27 | 54    |
| Raggruppamento per la Democrazia e il Progresso (RDP)           | 90 556  | 11,31 | 8     |
| Alleanza Democratica di Turnhalle (DTA)                         | 25 393  | 3,17  | 2     |
| Organizzazione Democratica di Unità Nazionale (NUDO)            | 24 422  | 3,05  | 2     |
| Fronte Democratico Unito (UDF)                                  | 19 489  | 2,43  | 2     |
| Partito di Tutto il Popolo (APP)                                | 10 795  | 1,35  | 1     |
| Partito Repubblicano (RP)                                       | 6 541   | 0,82  | 1     |
| Congresso dei Democratici (COD)                                 | 5 375   | 0,67  | 1     |
| Unione Nazionale dell'Africa del Sud-Ovest (SWANU)              | 4 989   | 0,62  | 1     |
| Gruppo d'Azione di Controllo (MAG)                              | 4 718   | 0,59  | –     |
| Partito Democratico di Namibia (DPN)                            | 1 942   | 0,24  | –     |
| Movimento Democratico della Namibia per il Cambiamento (NamDMC) | 1 770   | 0,22  | –     |
| Partito Democratico Nazionale (NDP)                             | 1 187   | 0,15  | –     |
| Partito Comunista di Namibia (CPN)                              | 810     | 0,10  | –     |
| Totale                                                          | 800 567 | 100   | 72    |